# زاربروکن (ناحیه)
شهرستان زاربروکن (به آلمانی: Regionalverband Saarbrücken) یک شهرستان روستایی در آلمان است که در زارلاند واقع شده‌است.

## خصوصیات
شهرستان زاربروکن  ۳۴۹٬۱۷۷ نفر جمعیت دارد.

## شهرک‌ها و شهرداری‌ها
| شهرک‌ها                                                         | شهرداری‌ها                                                           |
| -------------------------------------------------------------- | ------------------------------------------------------------------- |
| 1. فریدریشتال 2. پوتلینگن 3. زاربروکن 4. زولتسباخ 5. فولکلینگن | 1. گروسروسلن 2. هویسوایلر 3. کلاینبلیترسدورف 4. کویرشید 5. ریگلسبرگ |